# Paul Kenworthy
Pour les articles homonymes, voir Kenworthy.
N. Paul Kenworthy Jr, né à Philadelphie en Pennsylvanie, le 14 février 1925, et décédé à Ventura, en Californie, le 15 octobre 2010, est un cadreur et un réalisateur américain.

## Carrière
À la fin des années 1940, Walt Disney entame une série de documentaires animaliers nommée True-Life Adventures. Plusieurs courts métrages sont réalisés dans cette série grâce à des séquences tournées par des naturalistes photographes. Parmi les naturalistes qui soumettent des bobines de films aux studios Disney, Paul Kenworthy se fait remarquer par son film de doctorant à l'UCLA consacré aux insectes vivants dans le désert américain qui met en scène une guêpe aux prises avec une mygale. Walt Disney rencontre Kenworthy et lui propose de repartir dans le désert pour ajouter de nouvelles scènes aussi spectaculaires. Les séquences sont regroupées dans un film, le premier à être distribué par Buena Vista Distribution, et nommé Le Désert vivant. Kenworthy est convaincu que le succès des courts métrages peut être reproduit avec ce long métrage mais en adoptant un style [de narration] divertissante. Le format du Désert vivant devient par la suite le standard de la série True-Life Adventures.
Il est connu comme étant l'un des co-inventeurs du Kenworthy Snorkel Camera System primé en 1978 lors de la 50e cérémonie des Oscars d'un Oscar pour une contribution technique aux côtés de William R. Latady.
Il a été nommé Disney Legends en 1988.

## Filmographie
- 1953 : Le Désert vivant
- 1954 : La Grande Prairie
- 1957 : Les Aventures de Perri